# Affenliebe
Affenliebe ist eine umgangssprachliche Bezeichnung für eine „übertriebene“ Liebe, häufig von Eltern zu ihren Kindern.
Das Wort und die Redewendung wurden zumindest schon im 18. Jahrhundert verwendet, um eine übertrieben zärtliche und liebevolle Erziehung zu kennzeichnen, die in der damals vorherrschenden Meinung als unvernünftig galt. Die angeblich unangemessen zärtliche Haltung von Affenmüttern ihren Jungen gegenüber, die diese nahezu erdrücken und ablecken, wurde zum Sinnbild dieser Erziehungsweise.
So definierte Pierer's Universal-Lexikon Affenliebe als „eine durch Übertreibung schädliche Liebe zu Kindern, da die Äffin ihr Junges aus Liebe zuweilen so herzen soll, daß es erstickt.“ und Adelungs Grammatisch-kritisches Wörterbuch der Hochdeutschen Mundart als „eine blinde, unvernünftige Liebe, besonders der Ältern gegen ihre Kinder, dergleichen die Affen gegen ihre Jungen haben, welche sie oft aus allzu großer Zärtlichkeit zu erdrücken pflegen“ sowie Kirchner/Michaëlis' Wörterbuch der Philosophischen Grundbegriffe als „blinde Zärtlichkeit der Eltern gegen ihre Kinder, welche deren Fehler übersieht, ableugnet und ihnen schadet.“

## Sonstige Bedeutung
Teilweise wird Affenliebe auch mit der Wendung „an jemandem einen Affen gefressen haben“ umschrieben. Laut der Dudenredaktion bezieht sie sich „vermutlich auf die Vorstellung von einem kleinen Kobold, der wie ein ausgelassenes Äffchen im Kopf eines Menschen herumspukt, wenn dieser z. B. Alkohol getrunken oder sich rettungslos verliebt hat. Auch die Beobachtung, dass eine Affenmutter ihr Junges vor Zärtlichkeit fast erdrückt und geradezu aufzufressen scheint, kann dieser Wendung zugrunde liegen.“ Umgangssprachlich bedeutet „einen Affen [sitzen] haben“ einen Rausch haben, betrunken sein. In der Drogenszene spricht man von einem Affen, wenn etwa nach Heroinkonsum Entzugserscheinungen („turkey“) auftreten, davon wurde etwa „einen Affen schieben“ abgeleitet.